# Куленепробивний чернець
Куленепробивний чернець (англ. Bulletproof Monk) — американський бойовик 2003 року режисера Пола Гантера. У головних ролях знялися Юньфат Чоу та Шон Вільям Скотт.

## Сюжет
У Тибеті є храм, в якому зберігається сувій з таємними знаннями про світ. Ченці не дарма вважають сувій головним своїм надбанням. Той, хто вивчить сувій і отримає його, отримає повну владу над світом і людьми. Під час Другої світової війни храм зазнав нападу гітлерівців. Штандартенфюрер СС знає про існування сувою, він давно полює за ним. У пошуках цінності всі ченці винищені, а святиня зруйнована. Уціліти вдалося тільки одному з ченців, якого призначено наглядачем сувою. Через 60 років, у наші дні, гонитва підлеглих того самого штандартенфюрера за ченцем триває. Термін служби ченця добігає кінця, і він зауважує, що виповнилося вже два пророцтва з трьох, що пророкують появу нового зберігача сувою. Замінити ченця повинен Кар — молодий кишеньковий злодій, який ніколи й уявити не міг, яка йому уготована велика роль.

## Акторський склад
| Актор            | Роль                        |
| ---------------- | --------------------------- |
| Юньфат Чоу       | Чернець                     |
| Шон Вільям Скотт | Кар                         |
| Джеймі Кінг      | Джейд                       |
| Карел Роден      | Штандартенфюрер СС Страккер |
| Вікторія Смарфіт | Ніна                        |
| Роджер Юань      | головний черенець           |
| Мако Івамацу     | пан Кодзіма                 |
| Маркус Жан Піре  | пан Фанктастик              |